# Hiệp ước Mặt Trăng
Hiệp ước Mặt Trăng, tên đầy đủ là Thỏa thuận Quản lý hoạt động của Các quốc gia trên Mặt Trăng và Các thiên thể khác (tiếng Anh: Agreement Governing the Activities of States on the Moon and Other Celestial Bodies), là một hiệp ước đa phương có mục đích trao quyền tài phán cho các quốc gia tham gia đối với tất cả các thiên thể (bao gồm cả các vật thể xung quanh các thiên thể đó). Vì vậy, tất cả các hoạt động tuân theo luật pháp quốc tế, bao gồm cả Hiến chương Liên Hợp Quốc.
Hiệp ước chưa được phê chuẩn bởi bất kỳ quốc gia nào tham gia vào các chuyến bay vũ trụ tự phóng có con người (ví dụ, Hoa Kỳ, Nga (hay tiền thân là Liên Xô) hay Trung Quốc) kể từ khi nó được ký vào ngày 18 tháng 12 năm 1979, và do đó nó gần như không liên quan với trong luật pháp quốc tế. Kể từ tháng 1 năm 2022, có 18 quốc gia tham gia hiệp ước.

## Mục tiêu
Cần lưu ý rằng kể từ khi Hiệp ước Không gian ngoài thiên thể năm 1967 được ký kết, công nghệ và xã hội đã phát triển hơn,  đòi hỏi phải xác định lại các quyền và trách nhiệm của công dân và chính phủ trong việc sử dụng và phát triển không gian ngoài thiên thể. Mục tiêu chính của Hiệp ước Mặt Trăng năm 1979 là "cung cấp các nguyên tắc pháp lý cần thiết để điều chỉnh hành vi của các quốc gia, tổ chức quốc tế và cá nhân tham gia khám phá các thiên thể khác ngoài Trái Đất, cũng như quản lý các nguồn tài nguyên mà việc thăm dò có thể phát hiện ra." Hiệp ước đề xuất thực hiện mục tiêu bằng cách yêu cầu các quốc gia thành viên tạo ra một "chế độ quốc tế" cùng với thiết lập các thủ tục thích hợp (Điều 11.5).

## Tình trạng pháp lý
Trong khi hiệp ước nhắc lại việc cấm tuyên bố chủ quyền đối với "bất kỳ phần nào" của vũ trụ, vấn đề thiếu chính xác hiện tại của hiệp ước, được gọi là chưa hoàn thành, đã gây ra nhiều cách hiểu khác nhau. Đây được coi là lý do chính khiến nó không được được hầu hết các quốc gia tham gia ký kết. Hiệp ước đề xuất rằng việc khai thác tài nguyên sẽ được điều chỉnh theo một cơ chế quốc tế (Điều 11.5), nhưng không có sự đồng thuận nào trong việc thiết lập các điều luật này.
Thỏa thuận đã được mô tả là không mang lại kết quả và có thể thất bại, nếu nó vẫn chưa được nhiều quốc gia phê chuẩn, đặc biệt là những quốc gia có hoạt động trong không gian. Chỉ một quốc gia (Ấn Độ) có khả năng thực hiện các chuyến bay tự phóng vào vũ trụ đã tham gia ký (nhưng chưa phê chuẩn) hiệp ước.
Các chuyên gia pháp lý gây tiếng vang, như S. Neil Hosenball, Tổng cố vấn của NASA và trưởng đoàn đàm phán Hiệp ước Mặt Trăng của Hoa Kỳ, đã quyết định vào năm 2018 rằng việc đàm phán các quy tắc của cơ chế quốc tế này nên được trì hoãn cho đến khi tính khả thi của việc khai thác các nguồn tài nguyên trên Mặt trăng được thiết lập vững chắc. Một chuyên gia về luật pháp vũ trụ và kinh tế đã tóm tắt rằng hiệp ước sẽ cần đưa ra các điều khoản thích hợp để chống lại bất kỳ công ty nào giành được vị trí độc quyền trên thị trường khoáng sản thế giới, đồng thời tránh việc "xã hội hóa Mặt trăng."
Năm 2020, Hiệp định Artemis đã được ký kết, tuy không đề cập đến hiệp ước nhưng hiệp định này vẫn có công kích hiệp ước. Vào thời điểm ký kết hiệp định, Tổng thống Hoa Kỳ Donald Trump cũng đã ban hành thêm một sắc lệnh có tên "Encouraging International Support for the Recovery and Use of Space Resources" (Khuyến khích Hỗ trợ quốc tế cho Phục hồi và Sử dụng tài nguyên vũ trụ). Sắc lệnh nhấn mạnh rằng "Hoa Kỳ không coi không gian ngoài thiên thể là 'tài sản chung toàn cầu" và gọi Hiệp ước Mặt Trăng là "một nỗ lực thất bại trong việc hạn chế doanh nghiệp tự do."
Việc Úc ký và phê chuẩn cả Hiệp ước Mặt Trăng và Hiệp định Artemis đã gây ra một cuộc thảo luận liệu chúng có thể được hài hòa với nhau hay không. Theo hướng này, một Thỏa thuận thực thi Hiệp ước Mặt Trăng nhận được sự ủng hộ, như một cách để bù đắp cho những thiếu sót của Hiệp ước Mặt Trăng và hài hòa nó với các điều luật khác, cho phép nó được chấp nhận rộng rãi hơn

## Danh sách các bên tham gia

### Thành viên
| Quốc gia    | Ngày ký             | Ngày nộp lưu chiểu   | Phương thức |
| ----------- | ------------------- | -------------------- | --- |
| Armenia     |                     | 19 tháng 1 năm 2018  | Gia nhập |
| Úc          |                     | 7 tháng 7 năm 1986   | Gia nhập |
| Áo          | 21 tháng 5 năm 1980 | 11 tháng 6 năm 1984  | Phê chuẩn |
| Bỉ          |                     | 29 tháng 6 năm 2004  | Gia nhập |
| Chile       | 3 tháng 1 năm 1980  | 12 tháng 12 năm 1981 | Phê chuẩn |
| Kazakhstan  |                     | 11 tháng 1 năm 2001  | Gia nhập |
| Kuwait      |                     | 28 tháng 4 năm 2014  | Gia nhập |
| Liban       |                     | 12 tháng 4 năm 2006  | Gia nhập |
| México      |                     | 11 tháng 10 năm 1991 | Gia nhập |
| Maroc       | 25 tháng 7 năm 1980 | 21 tháng 1 năm 1993  | Phê chuẩn |
| Hà Lan      | 27 tháng 1 năm 1981 | 17 tháng 2 năm 1983  | Phê chuẩn |
| Pakistan    |                     | 27 tháng 2 năm 1986  | Gia nhập |
| Peru        | 23 tháng 6 năm 1981 | 23 tháng 11 năm 2005 | Phê chuẩn |
| Philippines | 23 tháng 4 năm 1980 | 26 tháng 5 năm 1981  | Phê chuẩn |
| Ả Rập Xê Út |                     | 18 tháng 7 năm 2012  | Gia nhập Đã thông báo cho cơ quan lưu chiểu về việc rút khỏi hiệp ước vào ngày 5 tháng 1 năm 2023, có hiệu lực từ ngày 5 tháng 1 năm 2024. |
| Thổ Nhĩ Kỳ  |                     | 29 tháng 2 năm 2012  | Gia nhập |
| Uruguay     | 1 tháng 6 năm 1981  | 9 tháng 11 năm 1981  | Phê chuẩn |
| Venezuela   |                     | 3 tháng 11 năm 2016  | Gia nhập |

### Các bên ký kết
| Quốc gia  | Ngày ký              |
| --------- | -------------------- |
| Pháp      | 29 tháng 1 năm 1980  |
| Guatemala | 20 tháng 11 năm 1980 |
| Ấn Độ     | 18 tháng 1 năm 1982  |
| România   | 17 tháng 4 năm 1980  |